# أزكابوتزالكو
أزكابوتزالكو (بالإسبانية: Āzcapōtzalco) هو حي في مدينة مكسيكو. يقع أزكابوتزالكو في الجزء الشمالي الغربي من مكسيكو سيتي.